# Le Kingsbury
Le Kingsbury, anciennement Ceylon Continental Hotel Colombo ou Ceylan Inter-Continental Hotel, est un hôtel de neuf étages situé au 48, Janadhipathi Mawatha, dans le centre-ville de Colombo, au Sri Lanka. Il a été construit par la société U. N. Gunasekera et appartient à Hotel Services (Ceylon) PLC, une filiale de Hayleys PLC. Il a été rénové et rouvert en janvier 2013. 
Le 21 avril 2019, le site fut la cible d'un attentat à la bombe pendant le dimanche de Pâques. Deux autres hôtels à Colombo ont notamment été ciblés, il s'agit des Cinnamon Grand Hotel et le Shangri-La Hotel. 